# 原子力
原子力（、英: nuclear energy）とは、原子核の変換や核反応に伴って放出される多量のエネルギーのこと、またはそのエネルギーを兵器や動力源に利用すること。核エネルギー（）や原子エネルギー（）ともいう。単に核（、英: nuclear）と呼ぶ場合には、原子力を指すことが通例である。

## 呼称
日本語では、「原子力-」（「原子-」）と「核-」は接頭辞としてほぼ同義である。このうち「核」は核兵器や核燃料など軍用や燃料として、「原子力」は原子力発電や原子力空母など商用や動力源に使い分けられることが多く、これに対する批判もある
。同様に、「反核」は原子力全般への反対を指す語である。
英語では nuclear weapon (核兵器)、nuclear power (核発電)、nuclear submarine (核潜水艦)というように、"nuclear" (核)でほぼ統一されている。独語の "Atom" と "Nuklear" はほぼ同義語であり、軍用か商用かを問わずに用いられる。英語の nuclear power plant（直訳：核発電所）に相当する語として、独語では Atomkraftwerk (直訳：原子力発電所）と Kernkraftwerk (直訳：核発電所）の両方が用いられている。中国語では、忠実な訳語を用いて「核電廠」という。

## 概要
「原子力」という語は、原義的には、ウランやプルトニウムの核分裂、放射性物質の崩壊、重水素・トリチウムなどの核融合により放出される核エネルギーのことを指す。原子核変換は、原子核崩壊と原子核反応に分類され、原子核反応はさらに原子核融合反応と原子核分裂反応に分類される。
原子核反応により発生するエネルギーは、化石燃料の燃焼などの化学反応により発生するエネルギーに比べて桁違いに大きく、化学反応が質量の1億分の1がエネルギーとなるのに対し、核反応は質量の約0.1%をエネルギーとすることが可能である。このため、兵器として利用されるほか、エネルギー資源として主に発電に利用されている。ただし現在のところ発電に利用されているのは原子核分裂だけであり、原子核融合による発電はまだ実用化されていない。一方、原子核崩壊により発生する比較的弱いエネルギーは原子力電池や放射線医学などに利用されている。
しかし、核分裂か核融合かを問わず、原子力の利用は、放射線、放射線を放出する能力（放射能）を持った物質（放射性物質、放射性廃棄物）を発生させる。放射線は、その量や強さに応じて生物に対して悪影響（放射線障害）を与えるため、適切に防護（放射線防護）する必要がある。放射線防護についての国際的な研究機関として、国際放射線防護委員会 (ICRP) がある。
原子力兵器や原子力潜水艦などは「核の戦争利用」「軍用核」の代表例であり、原子力兵器は代表的な大量破壊兵器とされている。原子力発電や原子力商船などの「核の平和利用」「商用核」も、その過程で発生する放射性廃棄物など問題を抱えている。又、原子力には、軍用か商用かを問わず、各種の原子力事故や放射性廃棄物の処理、核テロリズムの危険性などの課題が存在している。
核兵器の拡散を防止する条約には核拡散防止条約があり、核の平和利用を促進し、軍事転用されないための保障措置の実施をする国際機関には国際原子力機関がある。
原子力に反対する運動は「反核運動」や「反原子力運動」などといい、特に原子力兵器への反対運動は「反核兵器運動」、特に原子力発電を巡る論争は「原子力発電論争」などとも呼ばれている。

## 主な用途

### 軍事利用

#### 兵器
原子力（核エネルギー）を主要な破壊力・殺傷力とした兵器を、「核兵器」や「原子力兵器」と呼ぶ。原子爆弾や水素爆弾などの核爆弾や、核ミサイルが代表例である。このほか放射能兵器なども含まれる。1945年にアメリカ合衆国によって開発され、同年の8月6日に広島市に、8月9日に長崎市に投下された。これは2020年時点において、核兵器が実戦に使用されたただ2つの例である。その後、1949年にソヴィエト連邦が、1952年にイギリスが、1960年にフランスが、1964年に中華人民共和国が核実験を成功させ、核保有国は5ヶ国にまで拡大した。それ以上の核兵器の拡散を防ぐために1968年に核拡散防止条約(NPT)が締結され、この5大国以外の核兵器保有は禁止されることとなったが、これを批准しなかったインドが1974年に、パキスタンが1998年に、そして朝鮮民主主義人民共和国が2006年に核実験を成功させ、さらに保有が確実視されているイスラエルを含め、2011年時点では9ヶ国が核兵器を保有している。ただし、5大国を中心に核兵器保有の拡大には批判が強く、特に北朝鮮核問題を巡っては同国が2003年にNRTを脱退した後、国際社会との攻防が続いている。そのほか、いくつかの国家に核爆弾開発の疑いが持たれており、なかでもイランは核開発を巡って国際社会と激しく対立しており、イランの核開発問題として政治的な焦点の一つとなっている。また、以前は南アフリカも核兵器を所有していたものの、1993年に正式にこれを放棄した。1991年にソビエト連邦が崩壊すると、ロシア、ベラルーシ、ウクライナ、カザフスタンの4か国が核兵器を継承したものの、このうちベラルーシ、ウクライナ、カザフスタンの3か国はロシアに核兵器を移管してこれを放棄し、旧ソビエトの核兵器はロシアのみが継承することとなった。
核兵器の存在は大規模戦争を抑止するという、いわゆる核抑止論も存在するものの、大規模核戦争は放射性物質の広範囲な汚染や核の冬などによって巨大な被害をもたらすことが懸念されているため、核拡散防止や核軍縮、核実験の禁止など、さまざまな手段によって核兵器の統制や抑止が目指されている。核実験に関しては1963年に、核実験を地下に限定する部分的核実験禁止条約（PTBT) が締結され、1974年には残された地下核実験についてもアメリカ・ソヴィエト両国間において地下核実験制限条約が締結され、発効は遅れたものの1990年には発効した。その後、1996年にはあらゆる空間における核実験・核爆発を禁止する包括的核実験禁止条約が締結されたものの、核開発能力を持つ44ヶ国のうち数カ国が批准を行っていないため、いまだに発効していない。
また、1967年にラテンアメリカ及びカリブ核兵器禁止条約（トラテロルコ条約）が調印されたのを皮切りに、核兵器を条約によって禁止する非核兵器地帯の設定が世界各地で進められ、1985年の南太平洋非核地帯条約（ラロトンガ条約）、1995年の東南アジア非核兵器地帯条約（バンコク条約）、1996年のアフリカ非核兵器地帯条約（ペリンダバ条約）、そして2006年の中央アジア非核兵器地帯条約（セメイ条約）と、相次いで非核兵器地帯が設定された。

#### 原子力推進
核を動力源とする物体の推進運動を原子力推進（nuclear propulsion）と呼ぶ。原子力で動く船舶は原子力船と総称され、主に軍事用に使用される。動力は船舶に搭載された原子炉であるが、原子炉で蒸気タービンを動かし直接スクリューを駆動して航行するものと、蒸気タービンから電気を作りそれによって航行するものの2タイプが存在する。軍事用原子力船は主に航空母艦と潜水艦に多用され、航空母艦は「原子力空母」、潜水艦は「原子力潜水艦」という。また、原子力巡洋艦も少数存在する。原子力船を所持する国家は少数であり、原子力潜水艦を運用しているのは2000年代にはアメリカ、ロシア、フランス、イギリス、中国の5大国のみだった。その後、インドが2009年に原潜アリハントを就航させ、原潜保有国は6ヶ国となった。原子力空母の保有国はさらに少なく、10隻を保持しているアメリカを除くと、フランスのシャルル・ド・ゴールが就役しているのみである。原子力飛行機は1950年代に軍事用として構想されたものの、実用化はなされなかった。

### 民生利用

#### 発電

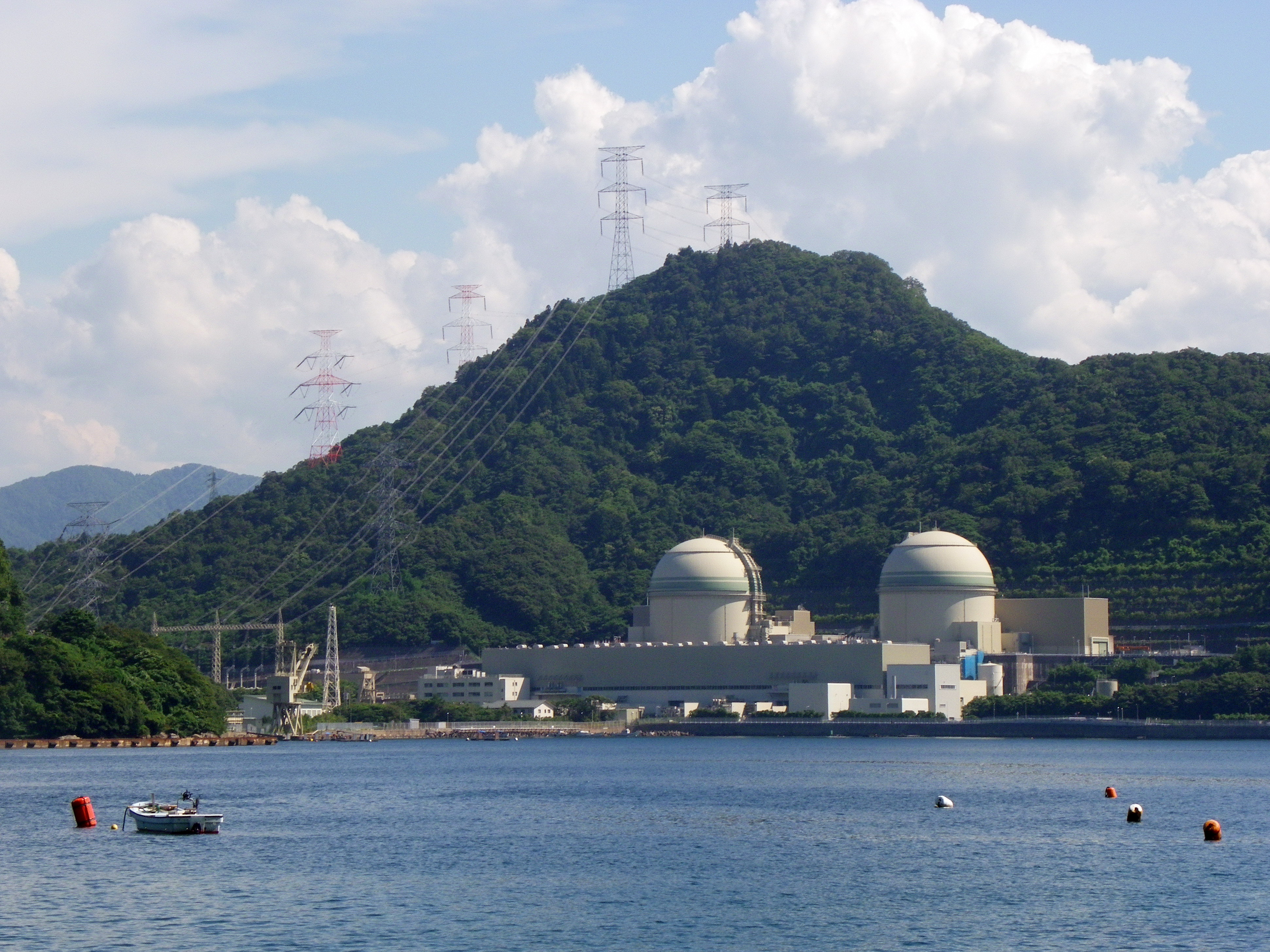
関西電力高浜原子力発電所

核反応を利用した発電を「原子力発電」や「核発電」と呼ぶ。現在実用化されている原子力発電は核分裂反応によるもので、通常は原子炉で発生した熱エネルギーで蒸気をつくり、タービン発電機で発電する。燃料としてはウランやプルトニウムなどが用いられる例が通常である。1951年に世界初の原子力発電所が稼働し、以後世界各国で次々と導入されたが、1980年代以降はアジアを除き新規稼働が鈍化した。2016年度には、原子力発電は世界の総エネルギー供給量の7%を占めていた。2017年度においては全世界で31ヶ国が447カ所の原子力発電所を所有している。2016年で最も原子力発電量が大きな国はアメリカであり、以下フランス、ロシア、韓国と続く。日本は発電能力はフランスに次ぎ3位であるが、2016年度において設備利用率は5％と極めて低くなっている。
日本では1963年の原子力発電の開始以来発電量に占める割合は増加を続け、2011年には総発電量の3分の1程度にまで達したが、同年の福島第一原子力発電所事故によってすべての原子力発電所は停止され、一部が再開されたのちも、原子力発電の占める割合はわずかなものにすぎない。この原子力発電の停止はエネルギー供給のうち9割以上を化石燃料に頼る結果をもたらし、エネルギー自給率が震災前の20%から6%に低下するなどの影響をもたらした。一方でその安定性や経済性、二酸化炭素排出量の少なさから、依然として原子力発電は重要な発電手段と考えられており、2030年度のエネルギーミックス計画では日本の総発電量の20％から22％、一次エネルギー供給量の10％から11％を原子力発電によってまかなう計画となっている。
原子力発電は二酸化炭素を排出しないため、地球温暖化対策には適した発電方法とされている。また、単純な発電コストに関しては低く、安定的な発電も可能であるため効率のよい発電方法とされている。一方で、炉心融解などの大規模な原子力事故が発生した場合、周囲に大量の放射性物質が拡散され、一帯が放射能汚染されるなど危険性が非常に高く、実際に1979年にアメリカで起きたスリーマイル島原子力発電所事故や1986年にソ連で起きたチェルノブイリ原発事故、そして2011年に日本で起きた福島第一原子力発電所事故のような巨大事故も発生しているため、環境に優しいというわけではない。またこうした事故が起きた際のコストは莫大なものとなる。さらに高レベルの放射性廃棄物の処理にも長期にわたる安全性が求められる。このため、大規模な反原発運動も発生し、とくにチェルノブイリ原発事故以降原子力発電所の増設にブレーキがかけられる要因となった。
また、現在の核分裂に代わって、核融合による発電のための核融合炉も研究が進められている。核融合発電は燃料の豊富さや、核暴走が起きないため高い安全性を持つなど利点が多く、実用化できた場合は有力な発電手段になり得ると考えられている。ただし実用化には困難も多く、計画では核融合発電が実用化されるのは21世紀中頃と想定されている。

#### 電池
核反応を利用した電池を「原子力電池」と呼ぶ。通常は不安定な原子核である不安定核種の、核壊変と呼ばれる長期持続的で小規模な核反応による発熱から電力を得る。寿命が長い上に小型で軽いため、心臓ペースメーカーなどの医療用にも用いられるが、主な用途は宇宙探査機の電源用である。

#### その他
1950年代から1960年代にかけては、核兵器の巨大な爆発力を発破として利用する、いわゆる平和的核爆発が注目されており、アメリカやソビエトではこれを目的とした実験が行われた。なかでも1965年にソビエトで行われたチャガン核実験においては実際に核爆発によって貯水池が形成され、チャガン湖が作られた。このほか、サハラ砂漠にあるカッターラ低地に地中海の水を引き込む計画や、第二パナマ運河計画などさまざまな計画に平和的核爆発の利用が検討されたものの、残留放射能の問題などが解決できず、実用化はなされなかった。この平和利用論がいまだ力を失っていなかったため、1968年の核拡散防止条約第5条においては平和的核爆発は禁止されず、締約国は非核保有国であっても国際的監視の下で平和的核爆発を行うことができるとされた。

### 原子力推進

#### 船舶

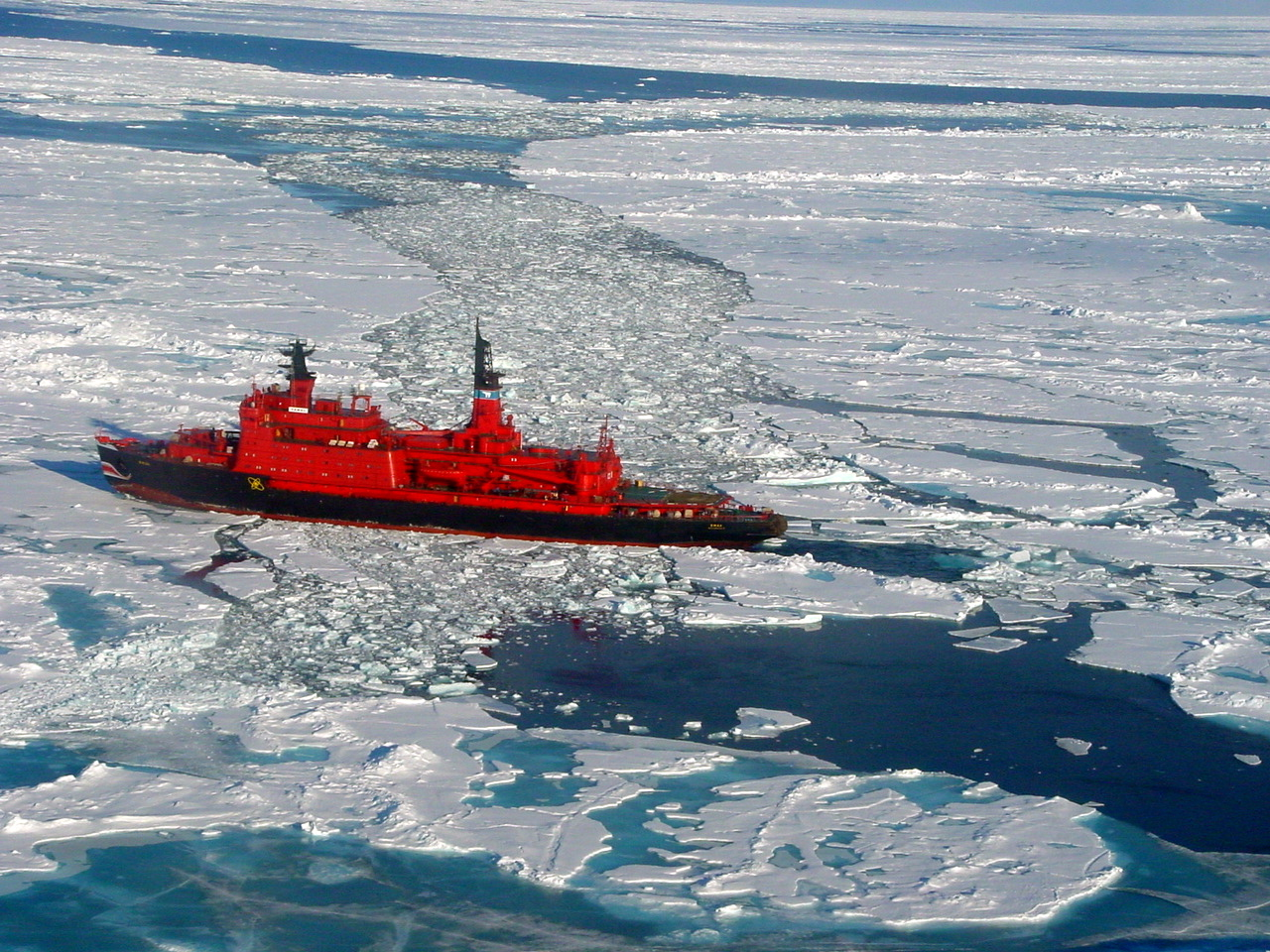
ロシアのアルクティカ級原子力砕氷船ヤマール号

1960年代には民間においても原子力推進船の利用が構想され、商用船としてアメリカで貨客船「サヴァンナ」、西ドイツで鉱石運搬船「オットー・ハーン」、そして日本で貨物船「むつ」の3隻が建造されたものの、いずれも実験船としての要素が強く、商業的にはほぼ成功しないまま運行を停止した。2010年代に入っても民間用原子力船を運航しているのは、ロシアのみである。ロシアは氷に閉ざされる北極海の商業利用を推進する関係上強力な砕氷船が必要であり、1959年に最初の原子力砕氷船「レーニン」が就航して以降、原子力砕氷船を北極海航路に就航させ続けていて、2013年時点ではアトムフロート社によって4隻の原子力砕氷船が運用されている。

#### 宇宙空間での利用

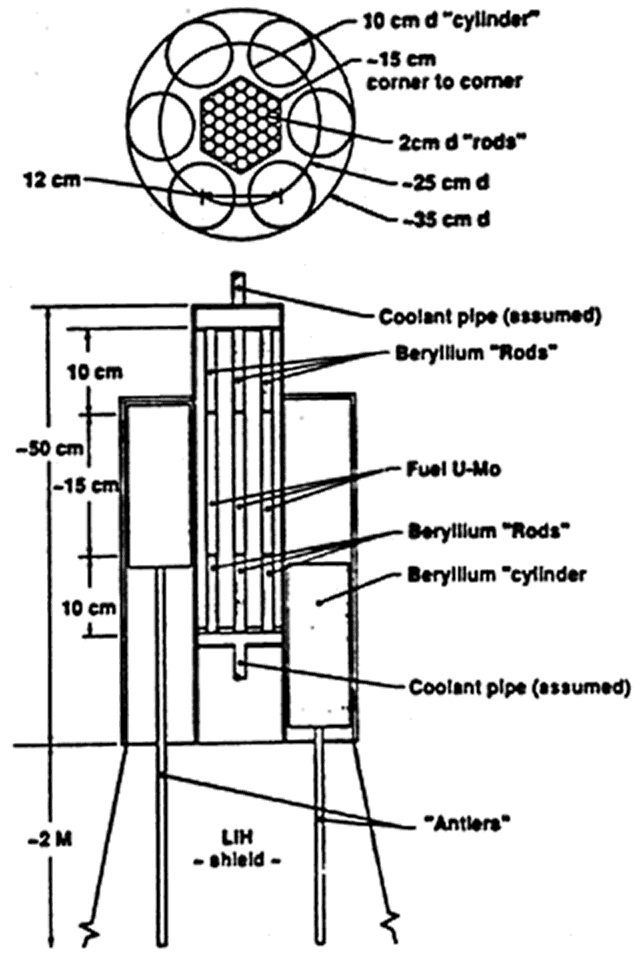
原子炉搭載型人工衛星コスモス954号の原子炉

民生用原子力推進でもっとも有望視されているものは、各種の原子力ロケットに代表される宇宙空間での利用である。
不安定核種はすなわち放射性物質であり、打ち上げの途中で失敗すると上空から放射性物質をばら撒くことになるので人工衛星への搭載は民間では積極的には行われない。ただし、出力が現行の化学燃料によるものよりはるかに大きく、例えば火星に向けて航行する際には従来の6ヶ月に対し2ヶ月ほどで到達するため、地球近傍宙域を離れる際には有力な手段となると考えられている。
ソビエト連邦(ソ連)では、1970～80年代に本格的な宇宙用原子炉「ブーク」(Buk)や「トパース」(Topaz)の開発に成功。実際にこれらを積んだレーダー偵察衛星が32機も打ち上げられ、運用された実績がある。特に旧ソ連のコスモス・シリーズでは原子炉搭載型が多かった。
またロシアのロスコスモスは、2010年以降ロスアトムおよびモスクワのケルディシュ応用数学研究所にて開発中のメガワット級原子炉を搭載した宇宙船を開発中であると報告されている。
月面には太陽風由来のヘリウム3が大量に存在しており、中性子発生の少ない核融合を起こすことができるため、これを採掘して核融合に利用することが構想されている。

## 施設
原子力を用いる施設、とりわけ原子炉の運転や核燃料を取り扱う施設を核施設や原子力施設という。
代表的な核施設
- 原子力発電所
- 核燃料製造施設
- 中間貯蔵施設
- 核燃料再処理工場
- 原子力研究所（発電用ではない実験原子炉などが運転されている）

## 保安
原子力物体や核施設での災害を防止し、安全を確保する施策を核防災や核セキュリティ（nuclear safety）という。
核保安については、核施設での爆発事故や放射能漏れの防止は元より、2001年のアメリカ同時多発テロ以後には核兵器の盗難や放射性物質の発散装置によるテロ、原子力発電所への攻撃といった核テロリズムの防止策も討議されるようになっており、2010年以降、核セキュリティ・サミットが4回にわたって開催され、原子力関連施設の安全対策が議論された。
なお原子力発電所については、破壊された際に周辺地域に甚大な影響を与えることから、ジュネーヴ諸条約追加議定書の第56条において、武力による攻撃が禁止されている。

## 歴史

### 冷戦前
- 1895年 放射線の発見。レントゲンが謎のビーム（X線）を発見、ベクレルもウランが発する同様のビーム（アルファ線）を発見して、これらは「放射線」と名づけられた。3年後、ピエール・キュリーとマリ・キュリーの夫妻がラジウムを発見し、ここから放射線の研究が始まった。
- 1905年 ドイツのアルベルト・アインシュタインが特殊相対性理論を発表し、質量とエネルギーの等価性を理論的に証明した。
- 1938年 ドイツのオットー・ハーンにより原子核分裂が発見され、この反応がリーゼ・マイトナーによって核分裂反応と確認され、質量とエネルギーの等価性が実証された。

### 冷戦時代
- 1945年 アメリカ合衆国（米国）のマンハッタン計画によって、核分裂反応を利用した世界初の原子爆弾が製造される。8月上旬には日本の広島と長崎に原子爆弾が投下され、原子力兵器が実際に使用される。この時に得られたデータは放射線障碍の重要なデータとして、現在でも使用されている。第二次世界大戦と冷戦では、世界中で原子力兵器開発が行われ、冷戦後の現在も続いている。
- 1951年 米国のEBR-Iで世界初の原子力発電に成功した。
- 1952年 4月7日、日本で、原子力ロボット『鉄腕アトム』の連載が開始。
- 1953年 米国のドワイト・アイゼンハワー大統領が、「核の平和利用」と題した演説。
- 1954年 3月1日、ビキニ岩礁での水素爆弾実験で、焼津の漁船・第五福竜丸が被爆。同年、ソビエト連邦（ソ連）において最初の商用の原子力発電が開始された。アメリカで民生用原子力利用を定めた1954年原子力法成立。
- 1963年 10月26日、東海村の東海発電所において、日本で最初の原子力発電が開始された。
- 1968年 日本の佐世保で、原子力空母エンタープライズへの入港への反対運動。この頃、米国などで原子力空母の造成が盛んに行われる。
- 1979年 米国のスリーマイル島原子力発電所で、運転員の誤操作によりメルトダウン事故が発生。放射性物質の放出は防げたものの、周辺住民10万人が避難した。このスリーマイル島原子力発電所事故以降、原子力に対する批判的な機運が高まった。
- 1986年 ソ連内ウクライナ共和国のチェルノブイリ原子力発電所で、実験中に爆発事故が起こり、放射性物質が環境中に放出され47人が急性の放射線障碍で死亡した。2006年のIAEAの報告では、晩発の放射線障碍を含む死者の推計数は約9000人とされており、商用の原子力災害としては史上最悪の事態となった。

### 冷戦後
- 1999年 日本の東海村のJCO核燃料施設で、正規の作業手順を無視したことにより臨界事故が発生し、大量の放射線を浴びた作業員2名が、急性の放射線障害で死亡した。1999年の時点で、世界の発電所で425基の原子炉が稼動し、年間で35,943万kW年の電力が発電された。[要出典]この他にも原子力空母と原子力潜水艦で動力用原子炉が使用されている。
- 2003年 2003年時点で、日本の発電所では52基の原子炉が稼動し、年間で3357万kW年の電力が発電された。[要出典]原子爆弾の実戦での使用実績は2発であるが、核実験の回数は全世界で2000回を超えている[要出典]。2003年の世界の原子爆弾保有数は約3万発である[要出典]。
- 2006年 北朝鮮の核実験 (2006年)により、北朝鮮核問題が本格化。
- 2011年 3月12日、日本の大熊にある福島第一原子力発電所（東京電力が保有者）で、3月11日の東北地方太平洋沖地震で発生した震動や大津波により、非常用電源などの設備が破損し、原子炉の冷却機能を喪失。1号機から3号機で燃料棒が露出する空焚き状態になり、メルトダウンが発生。更に、原子炉建屋内に充満した水素により1号機と3号機（3号機はプルサーマル）の原子炉建屋が水素爆発を起こし、使用済み核燃料プールの冷却が停止した4号機でも同様の原因で水素爆発が発生したほか、2号機の格納容器の一部でも爆発が発生（福島第一原子力発電所事故）。これら原子炉4基の爆発の結果、広範囲に高濃度の放射性物質が拡散し、国際原子力事象評価尺度におけるレベル7（深刻な事故、チェルノブイリ事故と同値）に該当すると発表された。5月12日、1号機の水位が想定外に低いことから、東京電力がメルトダウンを認めた。